# Stępień (województwo warmińsko-mazurskie)
Stępień (niem. Stangendorf) – wieś w Polsce, położona w województwie warmińsko-mazurskim, w powiecie braniewskim, w gminie Braniewo.
W latach 1975–1998 wieś administracyjnie należała do województwa elbląskiego.

## Integralne części wsi
| SIMC    | Nazwa  | Rodzaj  |
| ------- | ------ | ------- |
| 0148688 | Działy | kolonia |

## Historia
W XVIII wieku Stępień był majątkiem należącym do miasta Braniewa.
W lutym 1807 roku, podczas walk francusko-pruskich, w pobliżu miejscowości operowały siły generała Duponta, które 26 lutego odniosły zwycięstwo w bitwie o Braniewo.
W 1905 roku Stępień liczył sobie 149 mieszkańców.

## Transport
Miejscowość jest położona przy drodze  504 Braniewo–Frombork, przystanek autobusowy zapewnia komunikację drogową.
W miejscowości znajduje się również nieczynny kolejowy przystanek osobowy Kolei Nadzalewowej na trasie Braniewo-Elbląg (przez Frombork i Tolkmicko). Popularność kolei zaczęła jednak maleć w latach dziewięćdziesiątych. Ostatnie regularne połączenia pasażerskie na tej trasie zawieszono 1 kwietnia 2006 roku.